# Jacques Rogge
Jacques Jean Marie Rogge, hrabia Rogge (ur. 2 maja 1942 w Gandawie, zm. 29 sierpnia 2021 w Deinze) – belgijski lekarz i sportowiec (żeglarz i rugbysta), w latach 2001–2013 przewodniczący Międzynarodowego Komitetu Olimpijskiego.

## Życiorys
Z wykształcenia chirurg ortopeda, uzyskał także specjalizację lekarza sportowego. W młodości był wyczynowym sportowcem. Uczestniczył m.in. w regatach na igrzyskach olimpijskich w 1968, 1972 i 1976, startując w klasie Finn. Ponadto reprezentował Belgię w rugby. Po zakończeniu kariery zawodniczej został działaczem sportowym – kierował m.in. Belgijskim Komitetem Olimpijskim w latach 1989-1992. W 1991 został członkiem MKOl. 25 stycznia 2001 na sesji MKOl w Moskwie został wybrany przewodniczącym Międzynarodowego Komitetu Olimpijskiego, otrzymując w ostatniej turze głosowania 59 głosów. 10 września 2013 nowym przewodniczącym MKOl został Thomas Bach.
W 2004 otrzymał honorowy doktorat Akademii Wychowania Fizycznego Józefa Piłsudskiego w Warszawie, a w 2006 – Uniwersytetu Wileńskiego. W 2000 został odznaczony Krzyżem Komandorskim Orderu Zasługi Rzeczypospolitej Polskiej.